# Confessions Boulevard
Confessions Boulevard è un album in inglese di Graziano Romani, pubblicato nel gennaio 2006.

## Tracce
Testi e musiche di Graziano Romani.
1. Confessions Boulevard – 4:15
2. Last Moonshine – 4:51
3. Come In From The Rain – 4:52
4. Magdalena's Smile – 4:26
5. Made Of Gold – 3:51
6. Won't Give Up On You – 4:39
7. Undercover Lovers – 4:09
8. Sun Going Down – 4:55
9. Turning Another Page – 4:24
10. Bittersweet Feeling – 4:02
11. The Most Crucial Enemy – 4:25
12. Long Way Home – 4:48
13. Confessions Boulevard (Reprise) – 2:12

## Formazione
- Graziano Romani - voce, chitarra acustica, chitarra elettrica, cori, armonica a bocca
- Chris Gianfranceschi - pianoforte, organo; tastiere
- Max Ori - basso elettrico
- Pat Bonan - batteria
- Alberto solieri - percussioni, tamburello, vibrafono
- Max "Grizzly" Marmiroli - sassofono
- Fabrizio Tedeschini - chitarra acustica, chitarra elettrica e ritmica

### Altri musicisti
- Dirk Hamilton - voce e cori nei brani Come in from the Rain e 'Made of Gold
- Brando - voce e cori nel brano Bittersweer Feeling